# Оседа
Оседа (на шведски: Åseda) е град в лен Крунубери, южна Швеция. Главен административен център на община Упвидинге. Намира се на около 300 km на югозапад от столицата Стокхолм. ЖП възел. Населението на града е 2430 жители според данни от преброяването през 2010 г.